# Danh sách tàu du lịch lớn nhất
Tàu du lịch là những con tàu biển có thể chở hàng ngàn hành khách trong một chuyến đi, và là một trong những tàu lớn nhất thế giới tính theo tổng trọng tải, lớn hơn nhiều tàu chở hàng. Sau đây là danh sách các tàu du lịch có tổng trọng tải lớn hơn 120.000. Các tàu ở đây được xếp hạng theo tổng trọng tải và được chia thành hai mục gồm các tàu đang phục vụ và các tàu đang trong đơn đặt hàng hoặc đang xây dựng.

## Đang hoạt động
| #  | Tàu                      | Hãng du lịch                  | Năm  | Tổng dung tích | Chiều dài               | Sườn                 | Sườn                 | Số khoang tàu | Hành khách | Hành khách | Hình                           |
| #  | Tàu                      | Hãng du lịch                  | Năm  | Tổng dung tích | Chiều dài               | Tối đa               | Đường mớn nước       | Số khoang tàu | Phòng đôi  | Tối đa     | Hình                           |
| -- | ------------------------ | ----------------------------- | ---- | -------------- | ----------------------- | -------------------- | -------------------- | ------------- | ---------- | ---------- | ------------------------------ |
| 1  | Symphony of the Seas     | Royal Caribbean International | 2018 | 400.000        | 430 m (1.410 ft)        | 65,7 m (215,5 ft)    | 47,778 m (156,75 ft) | 2,759         | 5,518      | 6,680      |                                |
| 2  | Harmony of the Seas      | Royal Caribbean International | 2016 | 226,963        | 362,12 m (1.188,1 ft)   | 65,7 m (215,5 ft)    | 47,42 m (155,6 ft)   | 2,747         | 5,494      | 6,687      |                                |
| 3  | Oasis of the Seas        | Royal Caribbean International | 2009 | 226,838        | 360 m (1.180 ft)        | 60,5 m (198 ft)      | 47 m (154 ft)        | 2,742         | 5,484      | 6,780      |                                |
| 4  | Allure of the Seas       | Royal Caribbean International | 2010 | 225,282        | 360 m (1.180 ft)        | 60,5 m (198 ft)      | 47 m (154 ft)        | 2,742         | 5,484      | 6,780      |                                |
| 5  | Costa Smeralda           | Costa Cruises                 | 2019 | 185,010        | 337 m (1.106 ft)        | 42 m (138 ft)        | 42 m (138 ft)        | 2,612         | 5,224      | 6,554      |                                |
| 6  | AIDAnova                 | AIDA Cruises                  | 2018 | 183,858        | 337 m (1.106 ft)        | 42 m (138 ft)        | 42 m (138 ft)        | 2,626         | 5,252      | 6,654      |                                |
| 7  | MSC Grandiosa            | MSC Cruises                   | 2019 | 181,541        | 331,43 m (1.087,4 ft)   | 43 m (141 ft)        | 43 m (141 ft)        | 2,632         | 5,264      | 6,761      |                                |
| 8  | MSC Meraviglia           | MSC Cruises                   | 2017 | 171,598        | 315,83 m (1.036,2 ft)   | 43 m (141 ft)        | 43 m (141 ft)        | 2,244         | 4,488      | 5,654      |                                |
| 8  | MSC Bellissima           | MSC Cruises                   | 2019 | 171,598        | 315,83 m (1.036,2 ft)   | 43 m (141 ft)        | 43 m (141 ft)        | 2,217         | 4,434      | 5,686      |                                |
| 10 | Spectrum of the Seas     | Royal Caribbean International | 2019 | 169,379        | 0,348 m (1,141 ft)      | 41 m (136 ft)        | 41 m (136 ft)        | 2,090         | 4,180      | 4,905      |                                |
| 11 | Norwegian Encore         | Norwegian Cruise Line         | 2019 | 169,116        | 333,44 m (1.094,0 ft)   | 48,13 m (157,9 ft)   | 41,36 m (135,7 ft)   |               | 4,200      | 4,200      |                                |
| 12 | Quantum of the Seas      | Royal Caribbean International | 2014 | 168,666        | 347,08 m (1.138,7 ft)   | 49,47 m (162,3 ft)   | 41,4 m (136 ft)      | 2,090         | 4,180      | 4,905      |                                |
| 12 | Anthem of the Seas       | Royal Caribbean International | 2015 | 168,666        | 347,06 m (1.138,6 ft)   | 49,4 m (162 ft)      | 41,4 m (136 ft)      | 2,090         | 4,180      | 4,905      |                                |
| 12 | Ovation of the Seas      | Royal Caribbean International | 2016 | 168,666        | 348 m (1.142 ft)        | 48,9 m (160 ft)      | 41,2 m (135 ft)      | 2,091         | 4,180      | 4,905      |                                |
| 15 | Norwegian Bliss          | Norwegian Cruise Line         | 2018 | 168,028        | 333,32 m (1.093,6 ft)   | 48,1 m (158 ft)      | 41,4 m (136 ft)      |               |            | 4,200      |                                |
| 16 | Norwegian Joy            | Norwegian Cruise Line         | 2017 | 167,725        | 333,46 m (1.094,0 ft)   | 41,4 m (136 ft)      | 41,4 m (136 ft)      | 1,925         | 3,883      |            |                                |
| 17 | Norwegian Escape         | Norwegian Cruise Line         | 2015 | 165,157        | 325,9 m (1.069 ft)      | 46,5 m (153 ft)      | 41,4 m (136 ft)      | 2,124         | 4,248      |            |                                |
| 18 | Liberty of the Seas      | Royal Caribbean International | 2007 | 155,889        | 339 m (1.112 ft)        | 56 m (184 ft)        | 39,0 m (128,1 ft)    | 1,817         | 3,634      | 4,375      |                                |
| 18 | Independence of the Seas | Royal Caribbean International | 2008 | 155,889        | 338,72 m (1.111,3 ft)   | 56 m (184 ft)        | 38,6 m (127 ft)      | 1,929         | 3,858      | 4,560      |                                |
| 18 | Freedom of the Seas      | Royal Caribbean International | 2006 | 155,889        | 339 m (1.112 ft)        | 56 m (184 ft)        | 38,6 m (126,6 ft)    | 1,817         | 3,634      | 4,375      |                                |
| 21 | Norwegian Epic           | Norwegian Cruise Line         | 2010 | 155,873        | 329,5 m (1.081 ft)      | 40,6 m (133 ft)      | 40,6 m (133 ft)      | 2,114         | 4,100      | 5,183      |                                |
| 22 | MSC Seaview              | MSC Cruises                   | 2018 | 153,516        | 323 m (1.060 ft)        | 41 m (135 ft)        | 41 m (135 ft)        | 2,066         | 4,132      | 5,300      | Tập tin:MSC Seaview Genova.jpg |
| 22 | MSC Seaside              | MSC Cruises                   | 2017 | 153,516        | 323 m (1.060 ft)        | 41 m (135 ft)        | 41 m (135 ft)        | 2,066         | 4,132      | 5,300      |                                |
| 24 | Genting Dream            | Dream Cruises                 | 2016 | 150,695        | 335,33 m (1.100,2 ft)   | 44,1 m (145 ft)      | 39,7 m (130 ft)      | 1,674         | 3,348      | 4,500      |                                |
| 24 | World Dream              | Dream Cruises                 | 2017 | 150,695        | 335,2 m (1.100 ft)      | 44,35 m (145,5 ft)   | 39,75 m (130,4 ft)   | 1,686         | 3,376      | 4,500      |                                |
| 26 | Queen Mary 2             | Cunard Line                   | 2004 | 149,215        | 345,03 m (1.132,0 ft)   | 45 m (147 ft)        | 41 m (135 ft)        | 1,355         | 2,961      | 3,090      |                                |
| 27 | Norwegian Breakaway      | Norwegian Cruise Line         | 2013 | 145,655        | 325,64 m (1.068,4 ft)   | 51,7 m (169,7 ft)    | 39,71 m (130,3 ft)   | 2,014         | 3,963      |            |                                |
| 27 | Norwegian Getaway        | Norwegian Cruise Line         | 2014 | 145,655        | 325,65 m (1.068,4 ft)   | 44,39 m (145,6 ft)   | 39,73 m (130,3 ft)   | 2,014         | 3,910      |            |                                |
| 29 | Sky Princess             | Princess Cruises              | 2019 | 145,281        | 330 m (1.080 ft)        | 38,4 m (126 ft)      | 38,4 m (126 ft)      |               |            | 3,660      |                                |
| 30 | Majestic Princess        | Princess Cruises              | 2017 | 144,216        | 330,0 m (1.082,7 ft)    | 306 m (1.004 ft)     | 38,4 m (126 ft)      | 1,780         | 3,560      | 5,600      |                                |
| 31 | Britannia                | P&O Cruises                   | 2015 | 143,730        | 330 m (1.080 ft)        |                      | 38,38 m (125,9 ft)   | 1,780         | 3,647      | 4,100      |                                |
| 32 | Royal Princess           | Princess Cruises              | 2013 | 142,714        | 330 m (1.080 ft)        | 47 m (155 ft)        | 38,4 m (126 ft)      | 1,780         | 3,560      |            |                                |
| 32 | Regal Princess           | Princess Cruises              | 2014 | 142,714        | 330 m (1.080 ft)        |                      | 38,27 m (125,6 ft)   | 1,780         | 3,560      |            |                                |
| 34 | Navigator of the Seas    | Royal Caribbean International | 2002 | 139,999        | 311 m (1.020 ft)        | 48,0 m (157,5 ft)    | 38,6 m (127 ft)      | 1,693         | 3,386      | 4,000      |                                |
| 35 | Mariner of the Seas      | Royal Caribbean International | 2003 | 139,863        | 311,12 m (1.020,7 ft)   | 39,032 m (128,06 ft) | 38,6 m (127 ft)      | 1,674         | 3,344      | 4,000      |                                |
| 36 | MSC Divina               | MSC Cruises                   | 2012 | 139,072        | 330,0 m (1.082,7 ft)    | 37,9 m (124 ft)      | 37,9 m (124 ft)      | 1,739         | 3,478      | 3,959      |                                |
| 36 | MSC Preziosa             | MSC Cruises                   | 2013 | 139,072        | 333,3 m (1.094 ft)      | 37,9 m (124 ft)      | 37,9 m (124 ft)      | 1,739         | 3,478      | 3,959      |                                |
| 38 | Explorer of the Seas     | Royal Caribbean International | 2000 | 138,194        | 311 m (1.020 ft)        | 49,1 m (161 ft)      | 38,6 m (127 ft)      | 1,557         | 3,114      | 3,840      |                                |
| 38 | Voyager of the Seas      | Royal Caribbean International | 1999 | 138,194        | 311,12 m (1.020,7 ft)   | 47,4 m (156 ft)      | 38,6 m (127 ft)      | 1,557         | 3,114      | 3,840      |                                |
| 40 | Adventure of the Seas    | Royal Caribbean International | 2001 | 138,193        | 311 m (1.020 ft)        | 49,1 m (161 ft)      | 38,6 m (127 ft)      | 1,557         | 3,114      | 3,807      |                                |
| 41 | MSC Fantasia             | MSC Cruises                   | 2008 | 137,936        | 333 m (1.094 ft)        | 38 m (124 ft)        | 38 m (124 ft)        | 1,637         | 3,274      | 4,363      |                                |
| 41 | MSC Splendida            | MSC Cruises                   | 2009 | 137,936        | 333 m (1.094 ft)        | 38 m (124 ft)        | 38 m (124 ft)        | 1,637         | 3,274      | 3,952      |                                |
| 43 | Costa Venezia            | Costa Cruises                 | 2019 | 135,225        | 323 m (1.060 ft)        |                      | 37,2 m (122 ft)      | 2,104         | 4,208      |            |                                |
| 44 | Carnival Panorama        | Carnival Cruise Line          | 2019 | 133,868        | 323 m (1.060 ft)        | 37,2 m (122 ft)      | 48 m (158 ft)        | 2,004         | 4,008      | 5,146      |                                |
| 45 | Carnival Vista           | Carnival Cruise Line          | 2016 | 133,596        | 323,63 m (1.061,8 ft)   | 48,34 m (158,6 ft)   | 37,2 ft (11,3 m)     | 1,967         | 3,934      | 4,977      |                                |
| 45 | Carnival Horizon         | Carnival Cruise Line          | 2018 | 133,596        | 323,63 m (1.061,8 ft)   | 48 m (158 ft)        | 37,2 m (122 ft)      | 1,967         | 3,960      | 4,977      |                                |
| 47 | Costa Diadema            | Costa Cruises                 | 2014 | 133,019        | 306 m (1.004 ft)        | 37 m (122 ft)        | 37 m (122 ft)        | 1,850         | 3,700      | 4,947      |                                |
| 48 | Celebrity Edge           | Celebrity Cruises             | 2018 | 130,818        | 306 m (1.004 ft)        | 39 m (128 ft)        | 39 m (128 ft)        | 1,467         | 2,918      | 3,373      |                                |
| 49 | Disney Fantasy           | Disney Cruise Line            | 2012 | 129,750        | 339,80 m (1.114,8 ft)   | 37,0 m (121,4 ft)    | 37,0 m (121,4 ft)    | 1,250         | 2,500      | 4,000      |                                |
| 50 | Disney Dream             | Disney Cruise Line            | 2011 | 129,690        | 339,80 m (1.114,8 ft)   | 37,0 m (121,4 ft)    | 37,0 m (121,4 ft)    | 1,250         | 2,500      | 4,000      |                                |
| 51 | Carnival Dream           | Carnival Cruise Line          | 2009 | 128,251        | 305,471 m (1.002,20 ft) | 37,2 m (122 ft)      | 37,2 m (122 ft)      | 1,823         | 3,646      | 4,631      |                                |
| 52 | Carnival Breeze          | Carnival Cruise Line          | 2012 | 128,052        | 305,5 m (1.002 ft)      | 37,18 m (122,0 ft)   | 37,18 m (122,0 ft)   | 1,845         | 3,690      | 4,720      |                                |
| 53 | Carnival Magic           | Carnival Cruise Line          | 2011 | 128,048        | 306 m (1.004 ft)        | 37 m (122 ft)        | 37 m (122 ft)        | 1,845         | 3,690      | 4,720      |                                |
| 54 | AIDAprima                | AIDA Cruises                  | 2016 | 125,572        | 299,95 m (984,1 ft)     | 37,65 m (123,5 ft)   | 37,6 m (123 ft)      | 1,625         | 3,250      |            |                                |
| 54 | AIDAperla                | AIDA Cruises                  | 2017 | 125,572        | 299,95 m (984,1 ft)     |                      | 37,6 m (123 ft)      | 1,643         | 3,290      |            |                                |
| 56 | Celebrity Reflection     | Celebrity Cruises             | 2012 | 125,366        | 319 m (1.047 ft)        | 37,4 m (123 ft)      | 37,4 m (123 ft)      | 1,523         | 3,046      | 3,480      |                                |
| 57 | Celebrity Silhouette     | Celebrity Cruises             | 2011 | 122,210        | 315 m (1.033 ft)        | 36,9 m (121 ft)      | 36,9 m (121 ft)      | 1,443         | 2,886      | 3,320      |                                |
| 58 | Celebrity Solstice       | Celebrity Cruises             | 2008 | 121,878        | 317,2 m (1.041 ft)      | 36,9 m (121 ft)      | 36,9 m (121 ft)      | 1,426         | 2,852      | 3,148      |                                |
| 58 | Celebrity Equinox        | Celebrity Cruises             | 2009 | 121,878        | 317,2 m (1.041 ft)      | 36,9 m (121 ft)      | 36,9 m (121 ft)      | 1,426         | 2,852      | 3,148      |                                |
| 58 | Celebrity Eclipse        | Celebrity Cruises             | 2010 | 121,878        | 317,14 m (1.040,5 ft)   | 36,8 m (121 ft)      | 36,8 m (121 ft)      | 1,426         | 2,852      | 3,148      |                                |

1. 1 2 3  This number assumes only single occupancy of certain staterooms designed for only one passenger.

## Đang xây dựng
| #  | Tàu, lớp, hoặc tên dự án  | Hãng du lịch                  | Năm (dự kiến) | Tổng dung tích | Chiều dài          | Sườn               | Sườn               | Số khoang tàu | Hành khách | Hành khách |
| #  | Tàu, lớp, hoặc tên dự án  | Hãng du lịch                  | Năm (dự kiến) | Tổng dung tích | Chiều dài          | Tối đa             | Đường mớn nước     | Số khoang tàu | Phòng đôi  | Tối đa     |
| -- | ------------------------- | ----------------------------- | ------------- | -------------- | ------------------ | ------------------ | ------------------ | ------------- | ---------- | ---------- |
| 1  | Oasis Class               | Royal Caribbean International | 2023          | 231,000        | 362 m (1.188 ft)   | 66 m (217 ft)      | 66 m (217 ft)      | 2,857         | 5,714      | 6,700      |
| 2  | Wonder of the Seas        | Royal Caribbean International | 2021          | >228,081       | >362 m (1.188 ft)  | >65,7 m (215,5 ft) | >65,7 m (215,5 ft) |               |            |            |
| 3  | Global Dream              | Dream Cruises                 | 2021          | 208,000        | 342 m (1.122 ft)   | 46,4 m (152 ft)    | 46,4 m (152 ft)    | 2,350         | 4,700      | 9,000      |
| 3  | Global Class              | Dream Cruises                 | 2022          | 208,000        | 342 m (1.122 ft)   | 46,4 m (152 ft)    | 46,4 m (152 ft)    | 2,350         | 4,700      | 9,000      |
| 5  | MSC Europa                | MSC Cruises                   | May 2022      | 205,700        | 333,3 m (1.094 ft) | 47 m (154 ft)      | 47 m (154 ft)      | 2,632         | 5,264      | 6,761      |
| 5  | World Class II            | MSC Cruises                   | 2024          | 205,700        | 333,3 m (1.094 ft) | 47 m (154 ft)      | 47 m (154 ft)      | 2,632         | 5,264      | 6,774      |
| 5  | World Class III           | MSC Cruises                   | 2025          | 205,700        | 333,3 m (1.094 ft) | 47 m (154 ft)      | 47 m (154 ft)      | 2,632         | 5,264      | 6,774      |
| 5  | World Class IV            | MSC Cruises                   | 2027          | 205,700        | 333,3 m (1.094 ft) | 47 m (154 ft)      | 47 m (154 ft)      | 2,632         | 5,264      | 6,774      |
| 9  | Icon class                | Royal Caribbean International | 2022          | 200,000        |                    |                    |                    |               | 5,000      | 5,000      |
| 9  | Icon class                | Royal Caribbean International | 2024          | 200,000        |                    |                    |                    |               | 5,000      | 5,000      |
| 9  | Icon class                | Royal Caribbean International | 2025          | 200,000        |                    |                    |                    |               | 5,000      | 5,000      |
| 12 | Mardi Gras                | Carnival Cruise Line          | 2020          | 183,900        | 0,344 m (1,130 ft) |                    |                    | 2,600         | 5,200      |            |
| 12 | Iona                      | P&O Cruises                   | 2020          | 183,900        |                    |                    |                    | 2,600         | 5,200      |            |
| 12 | AIDAcosma                 | AIDA Cruises                  | 2021          | 183,900        |                    |                    |                    | 2,626         | 5,252      | 6,600      |
| 12 | Costa Toscana             | Costa Cruises                 | 2021          | 183,900        |                    |                    |                    | 2,605         | 5,176      | 6,600      |
| 12 | CTB                       | Carnival Cruise Line          | 2022          | 183,900        |                    |                    |                    | 2,600         | 5,200      |            |
| 12 | CTB                       | P&O Cruises                   | 2022          | 183,900        |                    |                    |                    | 2,600         | 5,200      |            |
| 12 | CTB                       | AIDA Cruises                  | 2023          | 183,900        |                    |                    |                    | 2,626         | 5,252      | 6,600      |
| 19 | Meraviglia Plus Class III | MSC Cruises                   | 2023          | 183,500        | 331 m (1.086 ft)   | 43 m (141 ft)      | 43 m (141 ft)      | 2,444         |            | 6,334      |
| 20 | MSC Virtuosa              | MSC Cruises                   | 2020          | 181,541        | 331 m (1.086 ft)   | 43 m (141 ft)      | 43 m (141 ft)      | 2,444         |            | 6,334      |
| 21 | MSC Seashore              | MSC Cruises                   | 2021          | 169,380        | 339 m (1.112 ft)   | 41 m (135 ft)      | 41 m (135 ft)      |               |            |            |
| 21 | Seaside Evo Class II      | MSC Cruises                   | 2022          | 169,380        | 339 m (1.112 ft)   | 41 m (135 ft)      | 41 m (135 ft)      |               |            |            |
| 23 | Odyssey of the Seas       | Royal Caribbean International | 2020          | 168,666        | 0,348 m (1,141 ft) | 41 m (136 ft)      | 41 m (136 ft)      | 2,090         | 4,180      | 4,905      |
| 24 | CTB                       | TUI Cruises                   | 2024          | 161,000        |                    |                    |                    |               |            |            |
| 24 | CTB                       | TUI Cruises                   | 2026          | 161,000        |                    |                    |                    |               |            |            |
| 26 | Discovery Princess        | Princess Cruises              | 2021          | 143,700        |                    |                    |                    |               | 3,660      | 3,660      |
| 27 | Enchanted Princess        | Princess Cruises              | 2020          | 143,700        |                    |                    |                    |               | 3,560      |            |
| 28 | Celebrity Beyond          | Celebrity Cruises             | 2021          | 140,600        | 327 m (1.073 ft)   | 39 m (128 ft)      | 39 m (128 ft)      | 1,467         | 2,918      | 3,373      |
| 28 | Edge Class                | Celebrity Cruises             | 2022          | 140,600        | 327 m (1.073 ft)   | 39 m (128 ft)      | 39 m (128 ft)      | 1,467         | 2,918      | 3,373      |
| 28 | Edge Class                | Celebrity Cruises             | 2024          | 140.600        | 327 m (1.073 ft)   | 39 m (128 ft)      | 39 m (128 ft)      | 1,467         | 2,918      | 3,373      |
| 31 | Project Leonardo          | Norwegian Cruise Line         | 2022          | 140,000        | 300 m (980 ft)     |                    |                    |               |            |            |
| 31 | Project Leonardo          | Norwegian Cruise Line         | 2023          | 140,000        | 300 m (980 ft)     |                    |                    |               |            |            |
| 31 | Project Leonardo          | Norwegian Cruise Line         | 2024          | 140,000        | 300 m (980 ft)     |                    |                    |               |            |            |
| 31 | Project Leonardo          | Norwegian Cruise Line         | 2025          | 140,000        | 300 m (980 ft)     |                    |                    |               |            |            |
| 31 | Project Leonardo          | Norwegian Cruise Line         | 2026          | 140,000        | 300 m (980 ft)     |                    |                    |               |            |            |
| 31 | Project Leonardo          | Norwegian Cruise Line         | 2027          | 140,000        | 300 m (980 ft)     |                    |                    |               |            |            |
| 37 | Costa Firenze             | Costa Asia                    | 2020          | 135,500        |                    |                    |                    |               |            | 4,200      |
| 38 | Disney Wish               | Disney Cruise Line            | 2021          | 135,000        |                    |                    |                    | 1,250         | 2,500      |            |
| 38 | Project Triton            | Disney Cruise Line            | 2022          | 135,000        |                    |                    |                    | 1,250         | 2,500      |            |
| 38 | Project Triton            | Disney Cruise Line            | 2023          | 135,000        |                    |                    |                    | 1,250         | 2,500      |            |
| 41 | Celebrity Apex            | Celebrity Cruises             | 2020          | 130,818        | 306 m (1.004 ft)   | 39 m (128 ft)      | 39 m (128 ft)      | 1,467         | 2,918      | 3,373      |

## Đã chìm
| # | Tàu             | Hãng du lịch                | Năm đóng tàu | Năm hạ thủy | Năm chìm tàu | Nguyên nhân chìm tàu                                                                                     |
| 1 | RMS Titanic     | White Star Line             | 1909         | 1912        | 1912         | Vào lúc 2h12, tàu va vào tảng băng trôi rồi chìm.                                                        |
| 2 | MV Sewol        | Cong ty vận tải Chonghaejin | chưa rõ      | chưa rõ     | 2014         | Thuyền trưởng điều khiển tàu rẽ gấp, tàu nghiêng rồi chìm. 1 năm sau, tàu được trục vớt.                 |
| 3 | Costa Concordia | Costa cruises               | 2006         | 2012        | 2012         | Thuyền trưởng Francesco Schettino đã cho tàu quá gần bờ, va vào Đá ngầm, tàu mất điện, mất lái rồi chìm. |